# Число Каулинга
Число́ Ка́улинга ({\displaystyle \mathrm {Co} }) — критерий подобия в магнитной гидродинамике, равный отношению магнитной силы к инерционной. Оно определяется следующим образом (первое число Каулинга):
{\displaystyle \operatorname {Co} _{1}\,={\frac {\varsigma \,B^{2}\,L}{\rho v}}},
где:
- {\displaystyle \varsigma } — электропроводность;
- {\displaystyle B} — индукция магнитного поля;
- {\displaystyle L} — характеристическая длина;
- {\displaystyle v} — скорость жидкости;
- {\displaystyle \rho } — плотность.

Легко заметить, что число Каулинга есть отношение числа Чандрасекара к числу Рейнольдса:
{\displaystyle \mathrm {Co} _{1}\,={\frac {\mathrm {Ch} }{\mathrm {Re} }}}.

## Второе число Каулинга
В зарубежной литературе, помимо приведённого выше определения (первого) числа Каулинга, используется альтернативное (второе число Каулинга):
{\displaystyle \mathrm {Co} _{2}=\left({\frac {v_{A}}{v}}\right)^{2}={\frac {B^{2}}{\mu _{0}\rho v^{2}}}.}
В отечественной литературе для этой величины принято название число Альвена.
Эти числа названы в честь английского физика Томаса Джорджа Каулинга.